# Cwmbach
Cwmbach är en ort och community i Storbritannien.   Den ligger i kommunen Rhondda Cynon Taf och riksdelen Wales, i den södra delen av landet, 230 km väster om huvudstaden London. Antalet invånare är 4 401.